# Muhammad Dipatuan Kudarat
Sultan Muhammad Dipatuan Kudarat (auch ausgesprochen als Qudarat, * 1581; † 1671) war der siebte Sultan von Maguindanao auf der Insel Mindanao im Süden der Philippinen.
Während seiner Herrschaftszeit hielt er die spanischen Eroberer erfolgreich von seinem Sultanat fern. Er ist ein direkter Nachkomme von Shariff Mohammed Kabungsuwan, einem muslimischen Missionar, der das Sultanat von Maguindanao im 15. Jahrhundert gründete.
Er ist einer der Helden des philippinischen Volkes. Nach ihm ist u. a. die Provinz Sultan Kudarat benannt.

## Regierungszeit
Nachdem er 1619 die Nachfolge seines Vaters angetreten hatte, eroberte er die Gebiete verschiedener benachbarter Datus und machte sich selbst zum Herrscher über das Gebiet Pulangui. Er vereinte in der Folgezeit die muslimischen Clans von Cotabato, Lanao und Basilan. Im Folgenden kontrollierte er zudem die Territorien von Cagayan de Oro und Caraga und machte die Bewohner von Misamis und Bukidnon zu seinen Untertanen. Es gelang ihm weiterhin, mit den Holländern und Spaniern Verhandlungen aufzunehmen und sie von seinem Souveränitätsanspruch auf sein Herrschaftsgebiet zu überzeugen. 
1632 heiratet Sultan Kudarat die Tochter des Sultans von Sulu, Sultan Wasit. Diese Verbindung begründete eine starke Allianz zwischen den beiden Sultanaten.
Die Spanier versuchten dennoch eine Eroberung, unterlagen jedoch in allen Schlachten gegen das Sultanat zwischen 1634 und 1637. Bei einem Gefecht wurde Kudarat 1637 durch eine Kugel verwundet, schaffte es aber, vom Schlachtfeld zu entkommen und sich zu erholen. Die spanischen Soldaten wurden danach systematisch aus dem Sultanat zurückgedrängt. Gouverneur und General Alonso Fajardo unterzeichnete schließlich am 25. Juni 1645 einen Vertrag mit Kudarat, der den spanischen Missionaren erlaubte, die Christen in Mindanao zu betreuen, eine Kirche zu errichten und Handel mit dem Sultanat zu führen. 
1658 keimte der Krieg jedoch wieder auf, nachdem Mindoro, Bohol und Leyte von muslimischen Streitkräften angegriffen und geplündert worden waren. Die Spanier schafften es während der Amtszeit von Kudarat niemals, Teile des Sultanats längere Zeit unter ihre Kontrolle zu bringen.
Vor seinem Ableben instruierte er seinen Nachfolger, ein Friedensabkommen mit den Spaniern einzuleiten. Er starb 1671 im Alter von 90 Jahren.